# Juruena
Juruena este un oraș în Mato Grosso (MT), Brazilia.